# Катастрофа Ту-104 под Усть-Ордынским
Катастрофа Ту-104 под Усть-Ордынским — авиационная катастрофа, произошедшая 20 октября 1960 года близ Усть-Орды. Авиалайнер Ту-104А Хабаровского ОАО авиакомпании «Аэрофлот» выполнял плановый внутренний рейс SU-005 по маршруту Москва — Омск — Иркутск — Хабаровск, однако из-за сложных метеоусловий в Иркутском аэропорту самолёт ушёл на запасной в Усть-Ордынский, но при заходе на посадку самолёт столкнулся с ЛЭП и разрушился. Погибли 3 человека из 68 (61 пассажир и 7 членов экипажа), ещё 19 получили ранения.

## Самолёт
Ту-104А с бортовым номером 42452 (заводской — 921004, серийный — 17-01) был выпущен Омским авиазаводом 10 сентября 1959 года, а затем передан Главному управлению гражданского воздушного флота, которое направило его в 202-й (Хабаровский) авиаотряд реактивных самолётов Дальневосточного территориального управления гражданского воздушного флота. Салон авиалайнера имел пассажировместимость на 70 мест. На момент катастрофы самолёт имел 1071 час налёта.

## Экипаж
Самолётом управлял экипаж из 202 авиаотряда, состоящий из:
- Командир воздушного судна (КВС) — Борис Степанович Мокшин
- Второй пилот — Александр Александрович Кулешко
- Штурман — Александр Афанасьевич Долгополов
- Бортмеханик — Геннадий Петрович Тулушев
- Бортрадист — Иван Николаевич Савоськин

В салоне самолёта работали 2 стюардессы
- Гера Васильевна Завадская
- Галина Ивановна Котова

## Хронология событий

### Предшествующие обстоятельства
В 14:45 по МСК (17:45 местного времени OMST, 19:45 IKT) рейс 005 вылетел из Омского аэропорта Центральный, его выполнял Ту-104А борт СССР-42452, который летел из Москвы в Хабаровск с промежуточными посадками в Омске и Иркутске. На промежуточной посадке в Омске произошла смена экипажа. После набора высоты взял курс к следующей промежуточной остановке — Иркутску. Всего на борту находились 61 пассажир и 7 членов экипажа.

### Непогода в Иркутске
Согласно имеющемуся у экипажа прогнозу, в Иркутске ожидалась облачность высотой 300—600 метров, видимость 4—10 километров и ухудшения не прогнозировалось. Однако этот прогноз был действителен только до 15:00 МСК (Ту-104 вылетел из Омска в 14:45). Между тем, уже в 15:10 МСК (20:10 местного времени) наблюдатель АМСГ сообщил, что облака опустились до 160 метров, видимость снизилась до 6,5 километрах и идёт снег. Руководителя полётов это застало врасплох, ведь данная погода была ниже метеорологического минимума для приёма самолётов Ту-104. Борт 42452 в это время был в 160 километрах от Иркутска на эшелоне 6000 метров, а в его баках ещё было 11 тонн топлива. Руководителю полётов следовало в таком случае направлять самолёты на запасные аэродромы Домна, либо Усть-Орда, но он не принял такого решения и продолжал принимать самолёты.
В 15:30 в Иркутский аэропорт начал заходить на посадку Ил-14 борт Л1830. Но после пролёта БПРМ его экипаж доложил, что не видит полосу, а потому уходит на запасной аэродром в Усть-Орду. Но несмотря на данную ситуацию, руководитель полётов не прекратил приём самолётов и разрешил двум Ту-104, борта 42452 и 42406, заход на посадку. Тут с самолётов доложили, что курсо-глиссадная система не работает, а диспетчер старта-посадки передал, что выключился ещё и ночной старт. Также перестал работать и БПРМ. Что до диспетчерского локатора, то он не работал ещё с предыдущего дня. Борт 42452 был отправлен на второй круг. Борт 42406 выполнил четвёртый разворот и вышел на предпосадочную прямую, но после оценки ситуации и получения сводки о погоде в Усть-Орде, запросил разрешение уйти в Усть-Орду и получил его. Борт 42452 выполнил повторный заход на посадку, но после того, как после пролёта БПРМ не увидел (из-за плохой погоды) полосу, также был отправлен в Усть-Орду.

### Катастрофа
Ночью в 15:58 МСК (20:58 местного времени) в Усть-Орде приземлился борт 42406, экипаж которого сообщил экипажу борта 42452, что в аэропорту идёт снег, высота облачности 200—250 метров, а видимость составляет 3 километра. После этого Ту-104 борт 42452 начал выполнять заход на посадку и после пролёта ДПРМ на высоте 800 метров были выпущены шасси. Далее между ДПРМ и БПРМ самолёт опустился ниже облаков и экипаж включил фары. Но тут бортмеханик доложил, что не горит лампочка выхода передней стойки шасси, то есть передняя стойка либо не зафиксировалась, либо вовсе не вышла. Тогда командир принял решение прекращать посадку и уходить на второй круг, поэтому увеличил мощность двигателей. Однако когда авиалайнер приблизился к торцу полосы, бортмеханик высказал мнение, что лампочка могла просто перегореть. Неверно восприняв данную информацию, как подтверждение, что передняя стойка шасси всё же вышла, командир тут же решил выполнять посадку и уменьшил было мощность двигателей, но, одумавшись, вновь увеличил её, чтобы уйти на второй круг и уже в воздухе проверить состояние передней стойки. Далее на высоте 10—15 метров над полосой и спустя 2 километра от её торца самолёт начал выполнять левый разворот с набором высоты. Но повернув авиалайнер на 70° относительно оси полосы, командир неожиданно увидел прямо по курсу землю, поэтому взял штурвал «на себя» и перевёл двигатели во взлётный режим (максимальный).
В 16:14 МСК (21:14 местного времени) Ту-104 на высоте 52 метра врезался в провода ЛЭП. Потеряв скорость, он перешёл в левый крен и рухнул всеми тремя выпущенными стойками шасси на склон холма высотой 52 метра относительно уровня аэродрома и крутизной склона 30—35°. Промчавшись по земле 650 метров, авиалайнер загорелся и впоследствии полностью сгорел. В катастрофе погибли штурман, бортмеханик и бортрадист. Остальные 4 члена экипажа (пилоты и бортпроводницы), а также 15 пассажиров были ранены.

## Причины
Выполнение разворота преждевременно, над ВПП, на недопустимо малой высоте.
Сопутствующие факторы:
1. Неоправдавшийся прогноз погоды аэропорта Иркутск.
2. Неудовлетворительное руководство полётами — непринятие своевременного решения о направлении самолётов на запасной аэродром.
3. Неисправность сигнализации выпущенного положения передней опоры шасси, что явилось причиной ухода на второй круг.
4. Экипаж никогда не был в аэропорту Усть-Орда и не имел твёрдых знаний инструкции по его эксплуатации.— 